# Kairi (Australie)
Kairi (460 habitants) est un village de la région de la Cassowary Coast, au nord du Queensland en Australie.

## Histoire
La commune est construite proche du lac Tinaroo. La première école est construite en 1911.